# Sainte-Sévère
Sainte-Sévère – miejscowość i gmina we Francji, w regionie Nowa Akwitania, w departamencie Charente.
Według danych na rok 1990 gminę zamieszkiwało 578 osób, a gęstość zaludnienia wynosiła 32 osób/km² (wśród 1467 gmin regionu Poitou-Charentes Sainte-Sévère plasuje się na 504. miejscu pod względem liczby ludności, natomiast pod względem powierzchni na miejscu 466.).